# Çelik Gülersoy
Çelik Gülersoy (* 23. September 1930 in Hakkâri (Türkei); † 6. Juli 2003 in Istanbul) war Journalist, Rechtsanwalt und langjähriger Vorsitzender des Türkischen Touring- und Automobilclubs TTOK. Gülersoy machte sich einen Namen als bedeutender Denkmalschützer, der zahlreiche bedeutende Kunstdenkmäler Istanbuls vor der Zerstörung rettete.

## Familienhintergrund
Gülersoy wurde 1930 in Hakkari in der Osttürkei geboren, wo sein Vater Militärdienst leistete. Die aus der osmanischen Hauptstadt Istanbul stammende Familie brachte zur osmanischen Zeit bedeutende islamische Rechtsgelehrte (Qādīs und Muftis) hervor, Anfang des 20. Jahrhunderts u. a. auch den fortschrittlichen Schriftsteller Ahmed Hikmet.

## Leben und Wirken
Seit 1933 wohnte Gülersoys Familie in Istanbul, wo er aufwuchs und sich schon in den 50er Jahren während des Studiums im türkischen Automobilclub TTOK engagierte. Ab 1961 arbeitete er in der Rechtsabteilung des Clubs und wurde 1966 dessen Geschäftsführer. Gülersoy initiierte wichtige Initiativen für den Denkmalschutz in Istanbul und gab eine große Zahl von Publikationen und Büchern heraus. Gülersoy sammelte außerdem Schrifttum über die Stadt und gründete 1985 die „Istanbul Library“, die heute eine der bedeutendsten Sammlungen über die Stadtgeschichte beherbergt.
Für sein Engagement für den Schutz der Bosporusmetropole erhielt Gülersoy zahlreiche türkische und internationale Auszeichnungen u. a. den Sedat-Simavi-Preis für Sozialwissenschaften (1979).